# 比格斯通科勒尼 (明尼蘇達州)
比格斯通科勒尼（英語：Big Stone Colony）是位於美國明尼蘇達州大石湖縣格雷斯維爾鎮區的一個非建制地區。

## 地理
比格斯通科勒尼所處的海拔為高於海平面343米（即1125英呎），而該地所採用的時區為UTC-6，即北美中部時區（CST）。同時該地設有夏令時間，為UTC-6調快一小時，即UTC-5（CDT）。